# Capulus
Capulus is een geslacht van weekdieren uit de klasse van de Gastropoda (slakken). 

## Soorten
- Capulus californicus Dall, 1900
- Capulus compressus E. A. Smith, 1891
- Capulus danieli (Crosse, 1858)
- Capulus devexus May, 1916
- Capulus devotus Hedley, 1904
- Capulus elegans (Tapparone Canefri, 1877)
- Capulus fragilis E. A. Smith, 1904
- Capulus huangi S.-I Huang & Y.-F. Huang, 2012
- Capulus japonicus A. Adams, 1861
- Capulus liberatus Pease, 1868
- Capulus novaezelandiae Dell, 1978
- Capulus sericeus J. Q. Burch & R. L. Burch, 1961
- Capulus simplex Locard, 1898
- Capulus subcompressus Pelseneer, 1903
- Capulus ungaricoides (d'Orbigny, 1841)
- Capulus ungaricus (Linnaeus, 1758)
- Capulus violaceus Angas, 1867